# ممنوع الحب (ألبوم)
«ممنوع الحب»(Amor Prohibido) هو ألبوم حائز على جائزة غرامي للمطربة الراحلة سيلينا، وصدر عام 1994. هذا الألبوم يضم أغاني باللغتين الأسبانية والإنجليزية. بيع من هذا الألبوم أكثر من 22,000,000 نسخة. الألبوم سراح أربعة # 1 الفردي أول امرأة للقيام بذلك. بعد هذا الألبوم صدر، سيلينا بدأ يسجل لها جديدة الالبوم لكنها قد قتل قبل أن الألبوم تم الانتهاء.هذا الألبوم باع أكثر من 22,000,000. ألبوم سراح أربعة # 1 الفردي أول امرأة أن تفعل ذلك. سيلينا بدأ تسجيل ألبوم جديد، ولكن قتل قبل الانتهاء من الألبوم لإطلاق سراح 1995.ألبومها الأخير الذي كان يعتزم الميزة الوحيدة في الإنجليزية، أطلق سراحه بعد ذلك بعد وفاتها في عام 1995.ألبوم الحلم أنت أطلق سراحه في العام نفسه.

## الأغاني
1. Amor Prohibido ممنوع الحب
2. No Me Queda Mas فلم يبق شيء بالنسبة لي
3. Cobarde جبان
4. Fotos y Recuerdos صور وذكريات
5. El Chico Del Apartamento 512 الصبي من 512 شقة
6. Bidi Bidi Bom Bom بيدى بيدى البمبم
7. Techno Cumbia تكنو الرقص
8. Tus Desprecios
9. Si Una Vez لو أنني وبمجرد
10. Ya No لم يعد

## وصلات خارجية
- ممنوع الحب على موقع أول موفي (الإنجليزية)